# Фигурное катание на зимних Олимпийских играх 2010
Соревнования по фигурному катанию на зимних Олимпийских играх 2010 прошли с 14 по 25 февраля. Также 27 февраля прошли показательные выступления.
Свои первые в истории золотые олимпийские награды в фигурном катании выиграли представители Китая и Южной Кореи. Олимпийские игры оказались крайне неудачными для европейских спортсменов, которые смогли завоевать лишь серебряную и две бронзовые медали. С 1972 года европейцы выигрывали не менее трёх золотых медалей, а вовсе без золота они оставались лишь однажды, в 1960 году в Скво-Вэлли, когда ещё разыгрывались три комплекта медалей, да и тогда представители Европы завоевали все три серебряные медали. Также неудачным оказалось выступление сборной России. Сборная СССР по фигурному катанию дебютировала на Олимпийских играх в 1960 году, выставив лишь две пары и оставшись без медалей, но затем начиная с 1964 года выигрывала золотую медаль, а с 1988 года — не менее двух. Впервые с 1964 года Россия не смогла завоевать золотую медаль в парном катании, впервые с 1994 года — в мужском одиночном.
В парном катании и женском одиночном катании чемпионами стали фавориты соревнований, и каких-то неожиданностей в этих видах программы не произошло. В танцах золото и серебро разыграли две пары, также считавшиеся фаворитами. Лишь ситуация в мужском одиночном катании, где Евгений Плющенко, после своей победы в Турине пропустивший три соревновательных сезона, вернулся и имел реальные шансы стать первым с 1952 года (после Дика Баттона) двукратным олимпийским чемпионом в мужском одиночном катании, была необычной. Однако Плющенко занял лишь второе место, проиграв Эвану Лайсачеку. Эта ситуация широко обсуждалась в прессе в связи с тем, что Лайсачек ограничился тройными прыжками, в то время как Плющенко сделал четверной, причем в каскаде с тройным. Активно выдвигались предложения в будущем усилить роль технических элементов программы при выставлении оценок.

## Представительство по странам
Всего в Олимпийских играх приняли участие 146 фигуристов (73 мужчины и 73 женщины) из 31 страны (в скобках указано количество спортсменов от страны):
| - Австралия (1) - Австрия (2) - Бельгия (2) - Венгрия (3) - Великобритания (7) - Германия (8) - Грузия (3) - Израиль (2) - Испания (2) - Италия (9) - Казахстан (2) | - Канада (12) - Китай (9) - КНДР (1) - Польша (4) - Россия (16) - Румыния (1) - Словакия (1) - Словения (2) - США (15) - Турция (1) | - Узбекистан (1) - Украина (9) - Финляндия (3) - Франция (8) - Чехия (4) - Швейцария (4) - Швеция (1) - Эстония (5) - Республика Корея (2) - Япония (8) |

## Медали

### Общий зачёт
(Жирным выделено самое большое количество медалей в своей категории; принимающая страна также выделена)
| Общее количество медалей |                  |        |         |        |       |
| Место                    | Страна           | Золото | Серебро | Бронза | Всего |
| 1                        | Китай            | 1      | 1       | 0      | 2     |
| 1                        | США              | 1      | 1       | 0      | 2     |
| 2                        | Канада           | 1      | 0       | 1      | 2     |
| 3                        | Республика Корея | 1      | 0       | 0      | 1     |
| 4                        | Россия           | 0      | 1       | 1      | 2     |
| 4                        | Япония           | 0      | 1       | 1      | 2     |
| 5                        | Германия         | 0      | 0       | 1      | 1     |

### Медалисты
| Дисциплина                | Золото                             | Серебро                        | Бронза                                    |
| Мужское одиночное катание | Эван Лайсачек США                  | Евгений Плющенко Россия        | Дайсукэ Такахаси Япония                   |
| Женское одиночное катание | Ким Ён А Республика Корея          | Мао Асада Япония               | Джоанни Рошетт Канада                     |
| Парное катание            | Китай · Шэнь Сюэ · Чжао Хунбо      | Китай · Пан Цин · Тун Цзянь    | Германия · Алёна Савченко · Робин Шолковы |
| Танцы на льду             | Канада · Тесса Вертью · Скотт Моир | США · Мэрил Дэвис · Чарли Уайт | Россия · Оксана Домнина · Максим Шабалин  |

## Расписание соревнований
(UTC-8)
| День                      | Воскресенье, 14 февраля          | Понедельник, 15 февраля              | Вторник, 16 февраля              | Четверг, 18 февраля                  | Пятница, 19 февраля              | Воскресенье, 21 февраля          | Понедельник, 22 февраля          | Вторник, 23 февраля              | Четверг, 25 февраля                  | суббота, 27 февраля |
| ------------------------- | -------------------------------- | ------------------------------------ | -------------------------------- | ------------------------------------ | -------------------------------- | -------------------------------- | -------------------------------- | -------------------------------- | ------------------------------------ | ------------------- |
| Мужчины                   |                                  |                                      | 16:15 — 20:45 Короткая программа | 17:00 — 21:05 Произвольная программа |                                  |                                  |                                  |                                  |                                      |                     |
| Женщины                   |                                  |                                      |                                  |                                      |                                  |                                  |                                  | 16:30 — 21:00 Короткая программа | 17:00 — 20:55 Произвольная программа |                     |
| Пары                      | 16:30 — 19:55 Короткая программа | 17:00 — 20:55 Произвольная программа |                                  |                                      |                                  |                                  |                                  |                                  |                                      |                     |
| Танцы на льду             |                                  |                                      |                                  |                                      | 16:45 — 20:05 Обязательный танец | 16:15 — 19:45 Оригинальный танец | 16:45 — 20:55 Произвольный танец |                                  |                                      |                     |
| Показательные выступления |                                  |                                      |                                  |                                      |                                  |                                  |                                  |                                  |                                      | 16:30 — 19:00       |
| День Олимпиады            | 3                                | 4                                    | 5                                | 7                                    | 8                                | 10                               | 11                               | 12                               | 14                                   | 16                  |

## Судейская бригада
Жеребьёвка судей на Олимпийские игры прошла в сентябре 2009 года, по окончании турнира «Nebelhorn Trophy». Соревнования фигуристов будут судить представители следующих стран:
| Судьи                     | 1                                                                       | 2                                                                       | 3                                                                       | 4                                                                       | 5                                                                       | 6                                                                       | 7                                                                       | 8                                                                       | 9                                                                       |
| Женское одиночное катание | Женское одиночное катание                                               | Женское одиночное катание                                               | Женское одиночное катание                                               | Женское одиночное катание                                               | Женское одиночное катание                                               | Женское одиночное катание                                               | Женское одиночное катание                                               | Женское одиночное катание                                               | Женское одиночное катание                                               |
| ------------------------- | ----------------------------------------------------------------------- | ----------------------------------------------------------------------- | ----------------------------------------------------------------------- | ----------------------------------------------------------------------- | ----------------------------------------------------------------------- | ----------------------------------------------------------------------- | ----------------------------------------------------------------------- | ----------------------------------------------------------------------- | ----------------------------------------------------------------------- |
| SP:                       | Франция                                                                 | Великобритания                                                          | Германия                                                                | Япония                                                                  | Республика Корея                                                        | Россия                                                                  | Швейцария                                                               | Словакия                                                                | США                                                                     |
| FP:                       | Австрия                                                                 | Канада                                                                  | Финляндия                                                               | Польша                                                                  | 5 случайным образом выбранных судей из 9 судивших короткую программу    | 5 случайным образом выбранных судей из 9 судивших короткую программу    | 5 случайным образом выбранных судей из 9 судивших короткую программу    | 5 случайным образом выбранных судей из 9 судивших короткую программу    | 5 случайным образом выбранных судей из 9 судивших короткую программу    |
| Мужское одиночное катание |                                                                         |                                                                         |                                                                         |                                                                         |                                                                         |                                                                         |                                                                         |                                                                         |                                                                         |
| SP:                       | Бельгия                                                                 | Чехия                                                                   | Франция                                                                 | Италия                                                                  | Япония                                                                  | Польша                                                                  | Словения                                                                | Украина                                                                 | США                                                                     |
| FP:                       | Канада                                                                  | Россия                                                                  | Словакия                                                                | Швеция                                                                  | 5 случайным образом выбранных судей из 9 судивших короткую программу    | 5 случайным образом выбранных судей из 9 судивших короткую программу    | 5 случайным образом выбранных судей из 9 судивших короткую программу    | 5 случайным образом выбранных судей из 9 судивших короткую программу    | 5 случайным образом выбранных судей из 9 судивших короткую программу    |
| Парное катание            |                                                                         |                                                                         |                                                                         |                                                                         |                                                                         |                                                                         |                                                                         |                                                                         |                                                                         |
| SP:                       | Канада                                                                  | Китай                                                                   | Франция                                                                 | Великобритания                                                          | Германия                                                                | Россия                                                                  | Швейцария                                                               | Украина                                                                 | США                                                                     |
| FP:                       | Эстония                                                                 | Израиль                                                                 | Италия                                                                  | Польша                                                                  | 5 случайным образом выбранных судей из 9 судивших короткую программу    | 5 случайным образом выбранных судей из 9 судивших короткую программу    | 5 случайным образом выбранных судей из 9 судивших короткую программу    | 5 случайным образом выбранных судей из 9 судивших короткую программу    | 5 случайным образом выбранных судей из 9 судивших короткую программу    |
| Танцы на льду             |                                                                         |                                                                         |                                                                         |                                                                         |                                                                         |                                                                         |                                                                         |                                                                         |                                                                         |
| CD:                       | Азербайджан                                                             | Канада                                                                  | Германия                                                                | Италия                                                                  | Япония                                                                  | Литва                                                                   | Россия                                                                  | Украина                                                                 | США                                                                     |
| OD:                       | Франция                                                                 | Великобритания                                                          | Венгрия                                                                 | Израиль                                                                 | 5 случайным образом выбранных судей из 9 судивших обязательный танец    | 5 случайным образом выбранных судей из 9 судивших обязательный танец    | 5 случайным образом выбранных судей из 9 судивших обязательный танец    | 5 случайным образом выбранных судей из 9 судивших обязательный танец    | 5 случайным образом выбранных судей из 9 судивших обязательный танец    |
| FD:                       | 9 судей случайным образом выбранных из всех 13 судивших предыдущие виды | 9 судей случайным образом выбранных из всех 13 судивших предыдущие виды | 9 судей случайным образом выбранных из всех 13 судивших предыдущие виды | 9 судей случайным образом выбранных из всех 13 судивших предыдущие виды | 9 судей случайным образом выбранных из всех 13 судивших предыдущие виды | 9 судей случайным образом выбранных из всех 13 судивших предыдущие виды | 9 судей случайным образом выбранных из всех 13 судивших предыдущие виды | 9 судей случайным образом выбранных из всех 13 судивших предыдущие виды | 9 судей случайным образом выбранных из всех 13 судивших предыдущие виды |

## Спортивные объекты
| Пасифик Колизиум    | Пасифик Колизиум |
| ------------------- | ---------------- |
| Вид снаружи         | Вид изнутри      |
| Вместимость: 14 200 |                  |

## Квалификация
По квотам МОК к соревнованиям допущены по 30 одиночников (и мужчин и женщин), 20 спортивных пар и 24 танцевальные пары (всего 148 человек).
80 % всех мест (по 24 одиночника, 16 спортивных и 19 танцевальных пар) определились по итогам чемпионата мира 2009 года. Остальные представительства были разыграны на турнире Nebelhorn Trophy, который прошёл в сентябре 2009 года в немецком Оберстдорфе.

## Факты
- В соревнованиях по фигурному катанию на XXI зимних Олимпийских Играх принимали участие спортсмены из Европы, Северной Америки, Азии и Австралии с Океанией.
- Самой молодой фигуристкой на Олимпиаде-2010 была Эллисон Линн Рид из Грузии выступающая в спортивных танцах с Отаром Джапаридзе, ей было на тот момент 15 лет и 257 дней.
- Самым старшим фигуристом на Олимпиаде-2010 был Чжао Хунбо из КНР, выступающий в спортивной паре с Шэнь Сюэ, ему было 36 лет и 146 дней.
- На XXI зимних Олимпийских Играх немногочисленная спортивная делегация из Израиля более чем на половину состояла из фигуристов.
- На XXI зимних Олимпийских Играх немногочисленная спортивная делегация из Грузии более чем на треть состояла из фигуристов.
- В спортивных делегациях КНДР и Узбекистана на XXI зимних Олимпийских Играх фигуристы составляли треть своих делегаций.